# Kayah

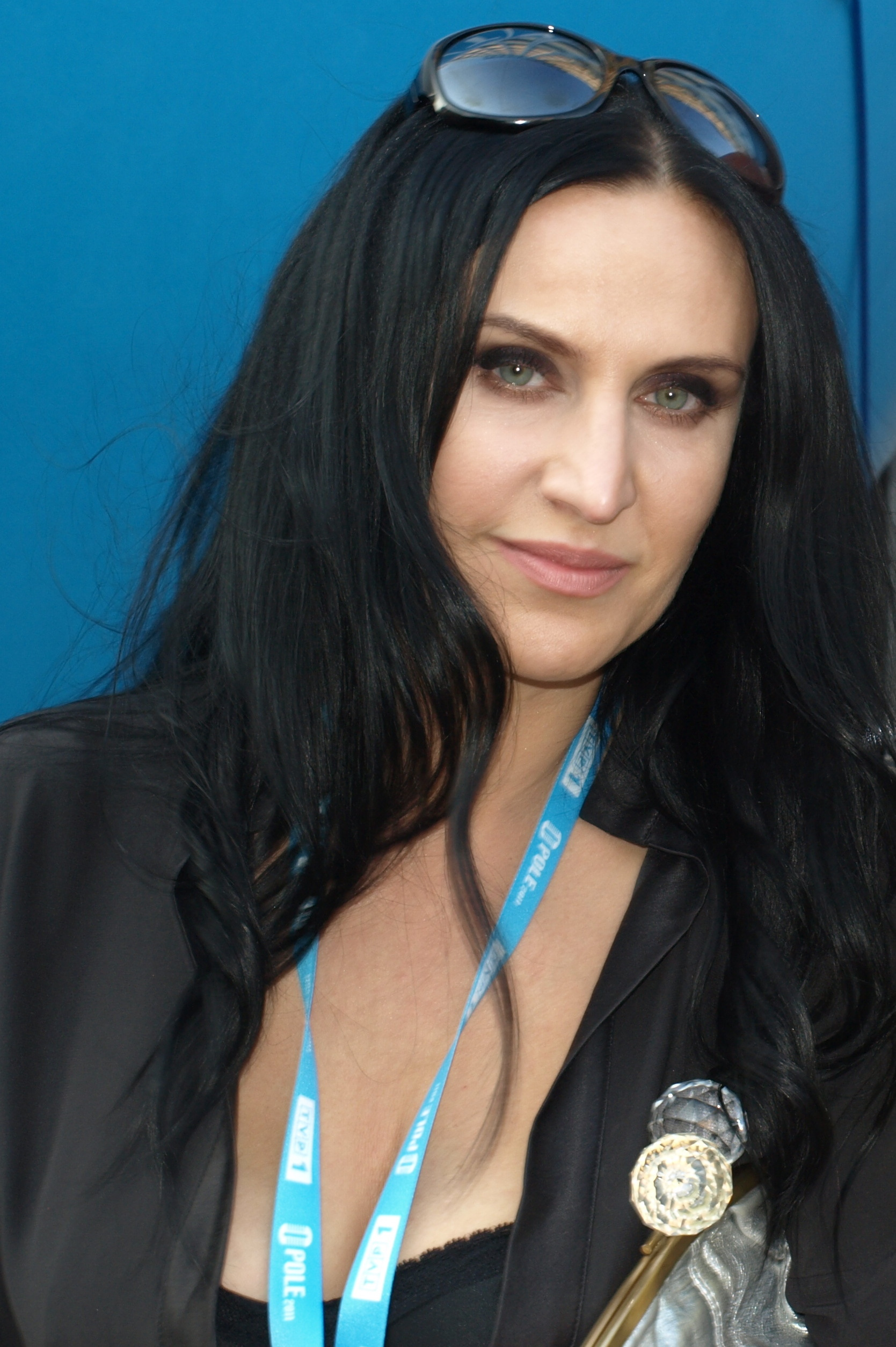
Kayah (2011)

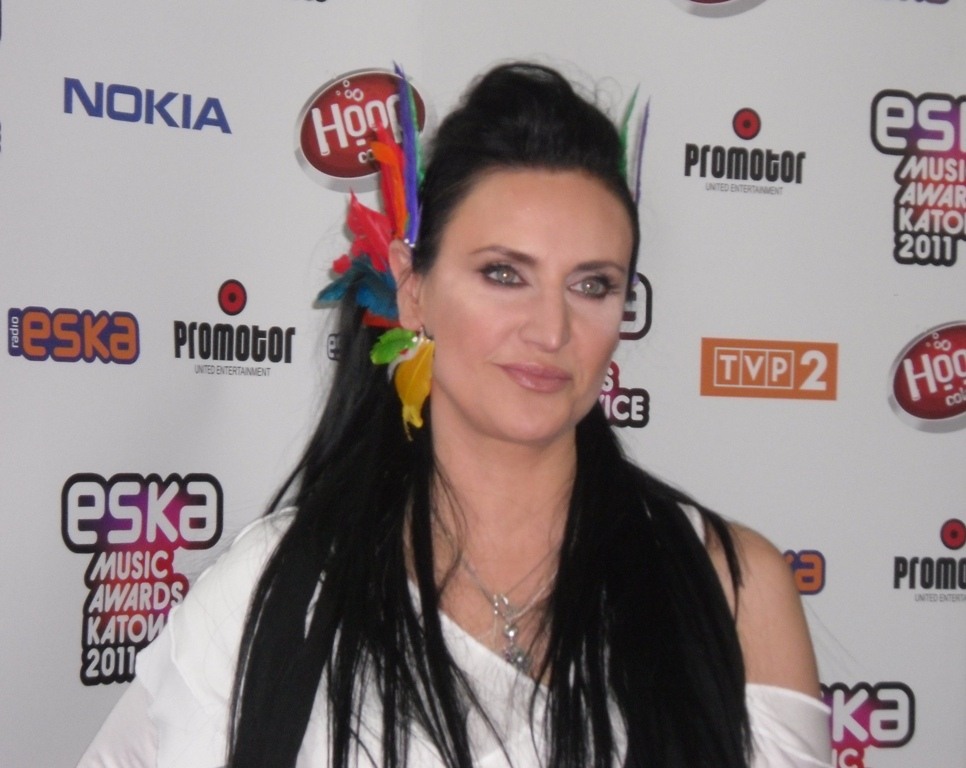
Kayah

Katarzyna Szczot, známá pod uměleckým jménem Kayah (* 5. listopad 1967, Varšava) je polská zpěvačka, skladatelka a hudební producentka, televizní osobnost, členka Rady polské hudební nadace a zakladatelka své vlastní hudební vydavatelství Kayax v roce 2001.
Svou debutovou skladbu pod názvem „Córeczko” vydala v roce 1988. Zlomem v její kariéře bylo vydání prvního autorského alba umělce s názvem Kamień v roce 1995. Největší popularitu přinesly zpěvačce písně „Testosteron”, „Fleciki”, „Supermenka”, „Na językach” spolu s „Śpij kochanie, śpij” a „Prawy do lewego”, která byla předzvěstí studiového alba Kayah i Bregović, které nahrála s Goranem Bregovićem v roce 1999. Její poslední sólové studiové album s názvem Transoriental Orchestra bylo vydáno v listopadu 2013.

## Hudební kariéra

### Počátky kariéry
Zpěvačka Kayah započala svou hudební kariéru v roce 1984, kdy spojila své síly s Kostkiem Joriadisem a později s kapelami Rastar a Zgoda. O rok později získala diplom hry na klavír u profesorky Anny Narkiewicz. V roce 1986 natočila se skupinou Tilt píseň „Mówię ci, że...”, která si získala popularitu v Polsku.

### 1988–1994: Hudební festivaly Opole a Karlshamn, Kayah
V roce 1988 debutovala na Národním festivalu polských písní v Opole s kompozicí „Córeczko”, která jí přinesla v zemi popularitu. Stejná skladba získala zvláštní cenu během Baltic Song Contest ve městě Karlshamn. Ve stejném roce nahrála sólové album nazvané Kayah. Album obsahovalo písně, které byly napsány pro jinou zpěvačku Renatu Czarnoty, která ustoupila od projektu. Po vydání alba na přelomu 80. a 90. let žila ve Vídni, kde pracovala jako modelka.
V roce 1991 vydala anglickou verzi svého debutového alba. V té době se zpěvačka podílela i na jiných albech a její hlas zní na deskách skupin De Mono či Atrakcyjny Kazimierz, zpěváka Stanisława Soykého, Obywatela G.C. nebo zpěvačky Martyny Jakubowicz.
V roce 1993 se zúčastnila soutěže o Jantarového slavíka na Mezinárodním pěveckém festivale v Sopotech s písní „Jak liść”, se kterou nakonec vyhrála. Kompozice (pod názvem „Mówili o mnie”) se objevila na akustickém albu kapely Republika s názvem Bez prądu. O rok později se zpěvačka během Národního festivalu polských písní v Opole představila s písní „Ja chcę ciebie” (Chci tě), za kterou získala Cenu prezidenta města. Ve stejném roce získala své 2. místo na Baltic Song Contest ve městě Karlshamn.

### 1995–1998: Kamień, Zebra
Své první jazzové album s názvem Kamień bylo vydáno v listopadu 1995. První singl, který byl vyslán do rádií, nesl jméno „Jak liść” a druhým byl „Nawet deszcz”.
V roce 1996 vydala další 2 promo singly k albu s názvy „Santana” a „Fleciki”, ke kterému se videoklip natáčel v Kalifornii a jeho režisérem byl Janusz Kamiński. Píseň se stala jedním z hitů roku a obdržela ocenění polských rozhlasových stanic PlayBox v kategorii Zlatá desítka. Ohlasy kritiků k písni byly velmi pozitivní, samotné album si získalo status zlaté desky a také zajistilo zpěvačce nominaci do Cen Fryderyk za Nejlepší zpěvačku roku.
Dalším album neslo název Zebra a bylo vydáno na jaře 1997. Po vydání následoval velký komerční úspěch. Na albu se nachází skladby na stylu disco a soul. Singly „Na językach” a „Supermenka” se ukázaly jako jedny z největších hitů roku a také nejhranější písně v rádiích, o čem svědčí 2 získané sošky PlayBox v kategorii Zlatá desítka. V rámci promo kampaně alba interpretka v doprovodu novinářů navštívila v den jeho vydání ZOO ve Varšavě a starala se zebru Kaju. Během několika dnů prodej desek přesáhl 100 000 kopií a celkově bylo prodáno více než 200 000 kusů, za což album obdrželo status dvojité platiny.
V roce 1997 získala osm nominací na Ceny Fryderyk, z čehož vyhrála ve čtyřech kategoriích: Skladatel roku, Autor roku, Popové album roku (Zebra) a Zpěvačka roku. O rok později byl průvodcem 24dílného zábavného pořadu To było grane a také se zúčastnila kampaně Orange POP. Za hudbu složenou k této reklamě získala ocenění na festivalech Crackfilm, Kreatura a Złote Orły. Ve stejném roce se provdala za Rinka Rooyense a porodila syna, Roche.

### 1999: Spolupráce s Bregovićem, Kayah i Bregović
V roce 1999 se spojila s balkánským hudebníkem Goranem Bregovićem, s nímž nahrála album Kayah i Bregović, které mělo premiéru v dubnu téhož roku. Album se ukázalo jako největší obchodní úspěch zpěvačky v její kariéře stalo se jedním z bestsellerů v historii polské fotografii. Svým prodeje přesahujícím více než 700 000 kopií si zasloužilo status diamantové desky. Album je kombinací popu, balkánského folklór s lidové hudby.
Na albu se nachází několik písní, které se objevily ve filmech Gorana Bregoviće, například Underground či Královna Margot. Z alba byly vydány promo singly „Śpij kochanie, śpij” a „Prawy do lewego”", které se zařadily mezi jedny z největších hitů roku, za což zpěvačka obdržela dvě sošky PlayBox v kategorii Zlatá desítka od národních rozhlasových stanic. V září duo vystoupilo na koncertě ve varšavském Służewci, kterého se zúčastnilo více než 50 000 diváků. Vzhledem k obrovské popularitě alba v Polsku se společnost Bertelsmann Music Group rozhodla podpořit album v zahraničí. Album bylo vydáno ve Španělsku, Francii, Turecku, Řecku, Izraeli, České republice, Slovinsku, Chorvatsku a Itálii, kde se umístilo na 7. v seznamu bestsellerů.
Ve stejném roce získala dvojici Cenu Fryderyk za Album roku a Videoklip roku (za singl „Prawy do lewego”), kromě toho také získala ocenění v kategorii Zpěvačka roku. O rok později převzala 4 SuperJedynky během Národního festivalu polských písní v Opole v kategoriích: Nejlepší zpěvačka, Hit roku („Śpij kochanie, śpij”), Nejlepší album (Kayah i Bregović) a Nejlepší videoklip („Prawy do lewego”).

### 2000–2004: JakaJaKayah, Stereo typ
Dne 12. května 2000 vyšlo album s názvem JakaJaKayah, kterého bylo čtyři dny po premiéře prodáno na 50 tisíc kopií a o šest dnů později obdrželo titul alba měsíce na 68 rozhlasových stanicích v Polsku. Prvním singlem z alba byla pilotní skladba „Jaka ja Kayah”, která se ve vysílání rozhlasových stanic objevila 4000krát. Za nejlepší herecký výkon ve videoklipu k písni Kayah získala cenu na festivalu polských videoklipů Yach Film. Album bylo návratem k žánru soul a také obsahovalo prvky elektronické hudby. Albu byla udělena platinová deska za prodej více než 70 000 kopií a obdrželo 5 nominací na Ceny Fryderyk.
Ke konci roku 2000 se zpěvačka spojila s Cesárií Évorou, což na počátku roku 2001 vyústilo ve společný singl nazvaný „Embarcação”. Videoklip k písni zrežírovaný Bolesławem Pawicou získal první cenu na 10. ročníku festivalu Yach Film za Nejlepší režii. Píseň byla na polské reedici alba, a v Kanadě a devíti evropských zemích bylo vydáno pod jiným jménem, YakaYaKayah. Ve stejném roce byla ambasadorkou Světového fondu na ochranu přírody v Polsku a založila společnost Kayax spolu s Tomikiem Grewińským. Prvním výsledkem jejich práce bylo sedm skladeb na albu Mówię tak, myślę nie od Ewy Bem. Zpěvačka se v té době podílela na různých hudebních projektech a také nahrála píseň „Wiosna przyjdzie i tak”, která byla určena k promu filmu Przedwiośnie.
Následující album s názvem Stereo typ bylo vydáno v srpnu 2003. Okamžitě se dostal na vrchol polského seznamu bestsellerů a obdrželo zlatou desku. Náklad alba dosáhnul více než 50 000 prodaných kopií. Videoklip k prvnímu singlu „Testosteron” obdržel první cenu na festivalu Yach Film. Na podzim téhož roku se uskutečnilo klubové koncertní turné s názvem Stereo Tour, kterého se zúčastnilo téměř 15 tisíc diváků. Za album Stereo typ získala zpěvačka sedm nominací na Ceny Fryderyk 2003 a v létě 2004 se objevila na 2. ročníku festivalu TOPtrendy vzhledem k 8. místu mezi nejprodávanějšími alby v Polsku loňského roku.

### 2005–2009: Činnost vydavatelství a další hudební projekty
Na konci dubna 2005 mělo premiéru debutové kompilační album o dvou deskách The Best & The Rest. Kompilace obdržela zlatou certifikaci díky prodeji více než 50 000 kopií. Promo singlem alba byla kompozice „Prócz ciebie, nic”, kterou nahrála v duetu s Krzysztofem Kiljańským, který ji umístil i na své debutové sólové album In the Room. PSkladba vyhrál Cenu Fryderyk 2005 v kategorii Píseň roku. Druhým singlem z alba byla píseň „Jutro rano” a videoklip k němu získal tři nominace na festival polských videoklipů Yach Film.
V následujících letech se zpěvačka zaměřila více na činnost producenta. Pod svým vydavatelstvím publikovala alba of umělců jako Maria Peszek, Zakopower či Novika. Natočila hudební témata pro několik filmů, včetně Kochankowie roku tygrysa a Ryś a zahrála si v několika inscenacích, včetně seriálu Chůva. Na konci listopadu 2006 v Lodži poprvé v Polsku a střední a východní Evropě se konal koncert z cyklu MTV Unplugged, na kterém v doprovodu s několika hosty zazpívala čtrnáct skladeb. Album s názvem MTV Unplugged obsahující záznamy z koncertu bylo vydáno na CD a DVD v březnu 2007. Jednalo se o první album zpěvačky, které bylo vydáno na DVD a obdrželo zlatou desku za prodej více než 15 000 kopií. V polovině téhož roku vydala kompilaci Music 4 Boys & Gays. V roce 2008 seděl v porotců výboru hvězda Factory programu, vysílaného TV Polsat.